# George Augustus Baker jr.

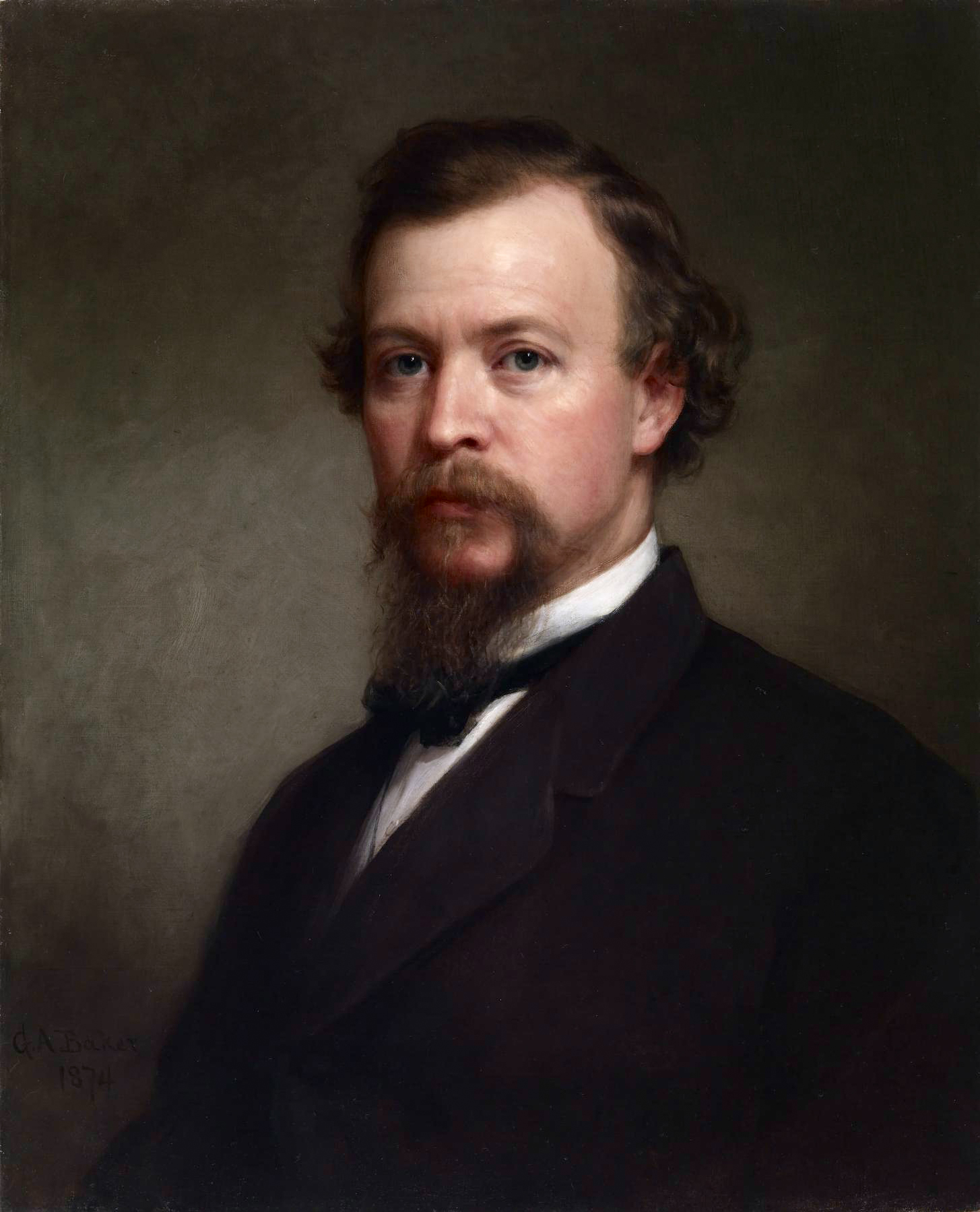
George Augustus Baker jr.: Self portrait (1874). Walters Art Museum, Baltimore, Vereinigte Staaten

George Augustus Baker jr. (* 1821 in New York City; † 11. April 1880 ebenda) war ein US-amerikanischer Porträtmaler des 19. Jahrhunderts.

## Leben
George Augustus Baker Jr. war der Sohn und Namensvetter eines Straßburger Miniaturmalers, der ihn in dieser Kunst unterrichtete. Er war von Anfang an erfolgreich: Mit 16 Jahren hatte er bereits 150 Miniaturen fertiggestellt, die er für je 5 Dollar verkaufte. George Baker studierte an der National Academy of Design, wo er auch seine Werke ausstellte. 1844 begab er sich auf eine zweijährige Reise nach Europa, nach der er sich der Ölmalerei zuwandte. 1846 wurde er zum assoziierten Mitglied und 1851 schließlich zum Akademiemitglied der National Academy gewählt. Dort war er als Dozent tätig. Von den zahlreichen Miniaturen, die George Baker geschaffen hat, sind nur wenige erhalten geblieben. Er starb am 11. April 1880 im Alter von 59 Jahren in New York City.

## Werk

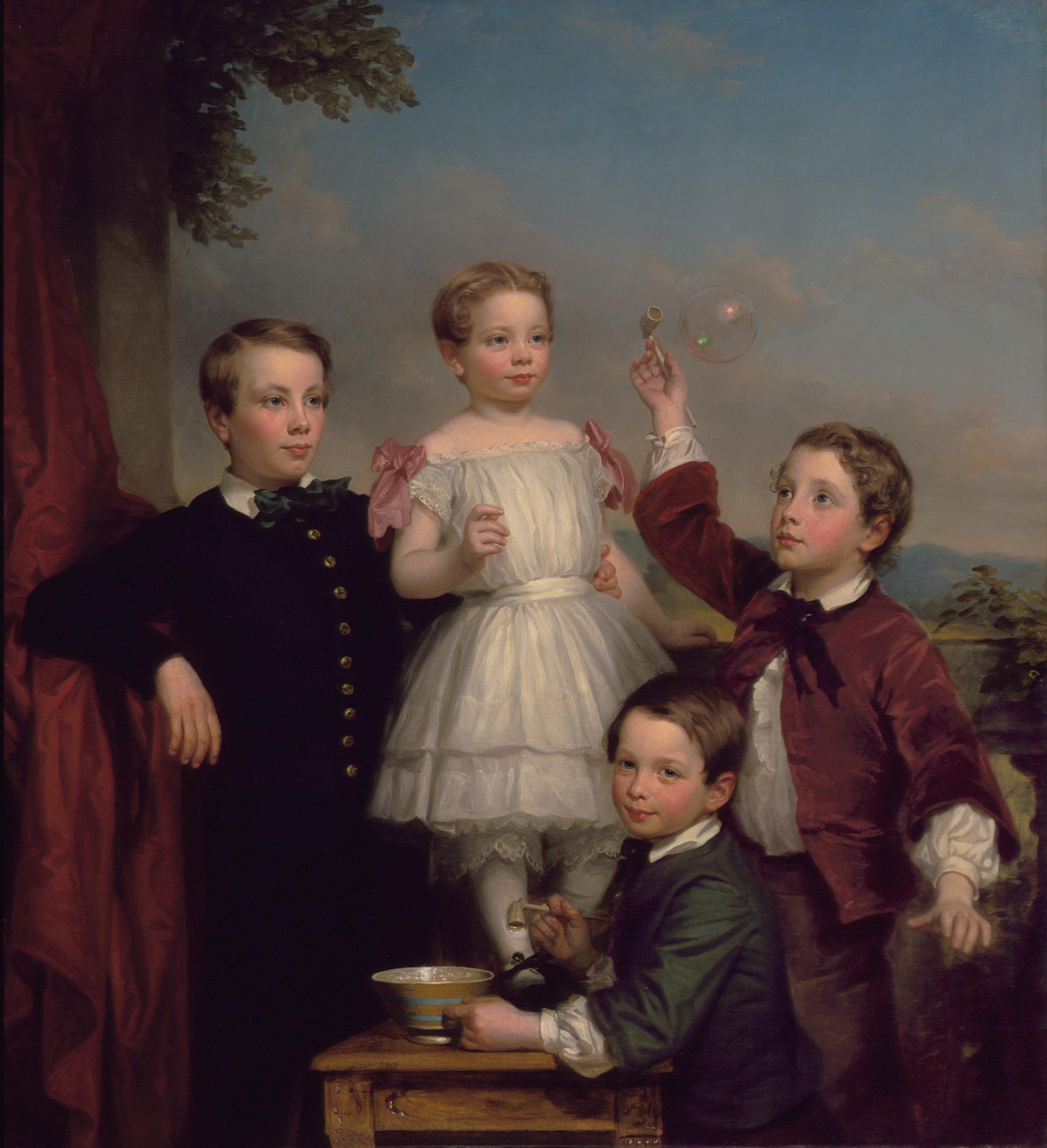
George Augustus Baker jr.: Portrait of Children (1853). Los Angeles County Museum of Art

George Baker spezialisierte sich auf die Porträtmalerei und entwickelte einen Stil, der sich durch weiche Modellierung, harmonische Farbgebung und idealisierende Darstellung auszeichnet. Er wurde besonders für seine Porträts von Frauen und Kindern bekannt, die er oft in eleganter Kleidung und vor schlichten, dekorativen Hintergründen darstellte. In seinen Arbeiten verband er die technische Präzision der akademischen Malerei mit einem romantischen Ausdruck, der den Geschmack des viktorianischen Zeitalters widerspiegelt. Bakers Porträts zeigen eine starke Beeinflussung durch europäische Vorbilder. Gleichzeitig sind sie durch einen typisch amerikanischen Realismus geprägt. Seine Fähigkeit, die Persönlichkeit seiner Modelle zu erfassen und sie zugleich idealisierend zu stilisieren, machte ihn zu einem der führenden Porträtisten seiner Zeit in den Vereinigten Staaten. Neben zahlreichen Einzelbildnissen schuf er auch allegorische Darstellungen und Genrebilder, die jedoch nur einen kleinen Teil seines Œuvres ausmachen.